# HOT LIPS (吉川晃司の曲)
「HOT LIPS」（ホット・リップス）は、吉川晃司の楽曲。1986年11月21日にSMSレコードから、6枚目のアルバム『GLAMOROUS JUMP』と同時発売でシングルでリリースの予定があったが、直前になって発売中止となった。

## 解説
発売されていれば、12枚目のシングルであった。カップリング曲（B面）は、「Little Darlin'」。シングルはプロモーション用の非売品EPとしてラジオ局などに配られており、シングル用のジャケットも製作された。規格番号は、SM00-0013。
1988年1月1日にCDビデオにて発売。VIDEO PARTに同曲のミュージック・ビデオが収録されている。

## リリース履歴
| No. | 日付                       | レーベル    | 規格 | 規格品番  | 最高順位 | 備考 |
| --- | -------------------------- | ----------- | ---- | --------- | -------- | ---- |
| 1   | 1987年11月21日（発売中止） | SMSレコード | EP   | SM00-0013 | -        |      |
| 2   | 1988年1月1日               | SMSレコード | CDV  | VD24-0003 | -        |      |

## 収録曲

### プロモーション用EP
| 全作詞・作曲: 吉川晃司、全編曲: 清水信之。 |                    |          |            |      |
| #                                          | タイトル           | 作詞     | 作曲・編曲 | 時間 |
| 1.                                         | 「HOT LIPS」       | 吉川晃司 | 吉川晃司   | 4:17 |
| 2.                                         | 「Little Darlin'」 | 吉川晃司 | 吉川晃司   | 4:11 |
| 合計時間:                                  | 合計時間:          | 8:28     |            |      |

### CDV
| 全作詞・作曲: 吉川晃司、全編曲: 清水信之。 |              |          |            |
| #                                          | タイトル     | 作詞     | 作曲・編曲 |
| 1.                                         | 「HOT LIPS」 | 吉川晃司 | 吉川晃司   |

| 全作詞: 吉川晃司、全編曲: 清水信之。 |                       |           |          |      |
| #                                    | タイトル              | 作詞      | 作曲     | 時間 |
| 1.                                   | 「踊れよRain」        | 吉川晃司  | 吉川晃司 | 4:58 |
| 2.                                   | 「GLAMOROUS JUMP」    | 吉川晃司  | W.GUY    | 3:52 |
| 3.                                   | 「BIRTHDAY SYMPHONY」 | 吉川晃司  | 吉川晃司 | 4:58 |
| 4.                                   | 「Little Darlin'」    | 吉川晃司  | 吉川晃司 | 4:11 |
| 合計時間:                            | 合計時間:             | 合計時間: | 17:59    |      |